# Grabiny Duchowne
Grabiny Duchowne (niem. Mönchengrebin)  – nieoficjalny przysiółek wsi Grabiny-Zameczek w Polsce położona w województwie pomorskim, w powiecie gdańskim, w gminie Suchy Dąb.
Przysiółek leży na obszarze Żuław Gdańskich przy drodze wojewódzkiej nr 227, jest częścią składową sołectwa Grabiny-Zameczek.
Od 1317 roku wieś znajdowała się w rękach cystersów z Oliwy. W latach 1975–1998 miejscowość administracyjnie należała do województwa gdańskiego.

## Zabytki
Według rejestru zabytków NID na listę zabytków wpisane są:
- dwór (nr 17) (dec. 24), ok. 1700, nr rej.: 668 z 27.10.1973
- budynek gospodarczy, nr rej.: 669 z 27.10.1973.